# Crisòtil
El crisòtil o amiant blanc és un mineral de la classe dels silicats (fil·losilicats). Va ser descrit el 1843 per Franz von Kobell, del grec jrisos (or) i tilos (fibra), en al·lusió al seu hàbit fibrós. Pertany al grup de la serpentina, i està estretament relacionat amb la lizardita i l'antigorita.
Sinònims poc usats són: bostonita, karistiolita i kufolita.

## Característiques
És un hidroxi-silicat de magnesi, amb substitucions parcials del magnesi per ferro. Cristal·litza en el sistema monoclínic i presenta un hàbit acicular, normalment amb aspecte fibrós.
Algunes varietats nobles s'empren com a roca ornamental. En el passat era el principal dels minerals d'asbestos en teixits i aïllants, però es va restringir el seu ús per les seves propietats cancerígenes. Tot i això, el comerç d'aquesta substància no està prohibit i països com Canadà l'exporten en massa.
Segons la classificació de Nickel-Strunz, el crisòtil pertany a «09.ED: Fil·losilicats amb capes de caolinita, compostos per xarxes tetraèdriques i octaèdriques» juntament amb els següents minerals: dickita, caolinita, nacrita, odinita, hal·loysita, hisingerita, hal·loysita-7Å, amesita, antigorita, berthierina, brindleyita, caryopilita, cronstedtita, fraipontita, greenalita, kellyita, lizardita, manandonita, nepouita, pecoraita, guidottiita, al·lòfana, crisocol·la, imogolita, neotocita, bismutoferrita i chapmanita.

### Seguretat
El crisòtil ha estat inclòs amb les altres formes d'asbest en el que es consideren cancerigens humans per l'Agència Internacional per a la Investigació sobre el Càncer (IARC) i pel Departament de Salut i Serveis Humans dels EUA.

## Formació i jaciments
És un mineral d'origen secundari, producte de la descomposició d'altres silicats de magnesi presents en roques ígnies o metamòrfiques. També d'origen neumatolític hidrotermal, per acció d'aigües profundes sobre roques bàsiques com gabre, peridotita o dunita. En elles, apareix associat a minerals com cromita, olivina, granats, calcita, biotita i talc.
Als territoris de parla catalana ha estat descrita a la pedrera Sala (Gualba, Vallès Oriental), a les mines de Toron (Molló, Ripollès) i molt probablement també a les mines de Costabona (Prats de Molló i la Presta, Vallespir).

## Politipus
El crisòtil presenta tres espècies politípiques: clinocrisòtil, ortocrisòtil i paracrisòtil. Aquests són molt difícils de distingir a simple vista, i és necessària la microscòpia de llum polaritzada per aconseguir-ho. Algunes publicacions es refereixen al crisòtil com un grup de minerals, però les recomanacions de l'Associació Mineralògica Internacional prefereixen tractar-lo com un sol mineral amb una certa variació en la seva forma natural.
El clinocrisòtil és la més comuna de les tres formes, que es troben sobretot a Asbestos, Canadà. Els seus dos índexs de refracció mesurables tendeixen a ser inferiors als de les altres dues formes. Els politipus ortoròmbics poden ser distingits pel fet que, en ortocrisòtil, el més gran dels dos índex de refracció observables es mesura paral·lelament a l'eix llarg de les fibres (com en el clinocrisòtil); mentre que en el paracrisòtil es mesura l'índex de refracció més alt perpendicular a l'eix llarg de les fibres.

### Clinocrisòtil
El clinocrisòtil representa gairebé la totalitat de les mostres de crisòtil conegudes. El seu nom té el prefix clino propi del sistema monoclínic que presenta. El nom li ve donat per Eric James William Whittaker el 1951. Aquest és, de llarg, l'estructura crisòtil més comuna i el mineral d'amiant comercial més comú. Va ser descoberta el 1834 a la mina Bell, Chaudière-Appalaches, Québec, Canadà.

### Ortocrisòtil
L'ortocrisòtil, un rar politipus, és un polimorf del sistema ortoròmbic. El nom li va ser donat per Eric James William Whittaker l'any 1952 pel seu sistema cristal·lí. Va ser descrit originàriament a Cuddapah, Andhra Pradesh, Índia.

### Paracrisòtil
El paracrisòtil, un molt rar politipus, és un altre polimorf del sistema ortoròmbic, amb fórmula (Mg,Fe)₃(Si₂O₅)(OH)₄. Va rebre el seu nom el 1956 per Eric James William Whittaker del grec παρα para (més enllà), i crisòtil.

## Varietats
Totes les varietats de crisòtil són explotades comercialment com asbest, sent el menys nociu dels minerals utilitzats amb aquesta finalitat, doncs a diferència d'altres asbestos les seves fibres són flexibles. Es coneixen tres varietats de crisòtil: 
- L'aluminocrisòtil, una varietat rica en alumini.[10]
- El crisotilasbest, una varietat de crisòtil asbestiforme.[11]
- La ishkildita, una varietat que difereix en les propietats òptiques i el patró de pols de raigs X, i que conté l'excés de sílice. La seva fórmula és Mg15Si11O27(OH)20.[12]